# サンドラ・ヘイニー
サンドラ・ジェーン・ヘイニー（Sandra Jane Haynie、1943年6月4日 - ）は、アメリカ合衆国の元女子プロゴルファー。1961年からLPGAツアーに参戦し、メジャー4勝を含む通算42勝を挙げた。世界ゴルフ殿堂のメンバーである。

## アマチュア時代
テキサス州フォートワースで生まれる。1957・58年のテキサス州公開リンク選手権、1958・59年のテキサス・アマチュア選手権に勝利。1960年にはトランス・ミシシッピのタイトルを獲得。

## プロ転向後
1961年、18歳でLPGAツアーに参戦。1962年、19歳の時にオースティン・シヴィタン・オープンでプロ初勝利を収めた。その後もツアーで4つのメジャー選手権を含む通算42の勝利を重ねた。1963年から1975年まで、毎年賞金ランキングのトップ10に名を連ねた。トップ10入りは1982年の14度目が最後であった。この1982年を含め通算で5回、賞金ランキング2位になっている。1970年にはLPGAプレーヤー・オブ・ザ・イヤーを受賞。1974年、全米女子プロゴルフ選手権と全米女子オープンの双方に勝利、同一年に成し遂げたのはミッキー・ライトに次いで2人目であった（その後、数人が達成している）。1977年に世界ゴルフ殿堂入りを果した。1977年から80年までは怪我やゴルフ以外への興味のため出場試合数を制限したが、1981年にフルシーズン出場に復帰。最後のツアーフルシーズン参戦は1989年であった。ヘイニーはレズビアンである事を公表している。

## プロ戦績

### LPGAツアー (42勝)
| 凡例                            |
| LPGAツアー メジャー選手権 (4勝) |
| その他のLPGAツアー (38勝)       |

| No. | 日付           | トーナメント                                             | スコア                | ストローク差 | 2位の選手                                                                               |
| --- | -------------- | -------------------------------------------------------- | --------------------- | ------------ | --------------------------------------------------------------------------------------- |
| 1   | 1962年6月10日  | オースティン・シヴィタン・オープン                       | −7 (69-73-72-75=289)  | 1打差        | ミッキー・ライト                                                                        |
| 2   | 1962年6月17日  | コスモポリタン・オープン                                 | −6 (66-72-72=210)     | 2打差        | ルース・ジェッセン                                                                      |
| 3   | 1963年10月27日 | フェニックス・サンダーバード・レディース・オープン       | −2 (68-71-76-71=286)  | 4打差        | キャシー・ウィットワース                                                                |
| 4   | 1964年8月24日  | バトンルージュ・レディース・オープン・インビテーショナル | −5 (70-68-73=211)     | 5打差        | キャシー・ウィットワース                                                                |
| 5   | 1964年11月1日  | ラスクルーセス・レディース・オープン                     | −8 (71-68-69=208)     | 2打差        | ベッツィー・ロールズ                                                                    |
| 6   | 1965年6月20日  | コスモポリタン・オープン                                 | −6 (70-70-70=210)     | プレーオフ   | マリーン・ヘギー キャシー・ウィットワース                                               |
| 7   | 1965年9月26日  | 全米女子プロゴルフ選手権                                 | −5 (70-68-69-72=279)  | 1打差        | クリフォード・アン・クリード                                                            |
| 8   | 1966年7月10日  | バックアイ・セービング・インビテーショナル               | −11 (69-67-69=205)    | 5打差        | スージー・バーニング                                                                    |
| 9   | 1966年8月28日  | グラスシティ・クラシック                                 | E (72-71-70=213)      | プレーオフ   | グロリア・エーレット                                                                    |
| 10  | 1966年11月13日 | アラモ・レディース・オープン                             | −3 (72-71-70=213)     | プレーオフ   | シャーリー・エングルホーン                                                              |
| 11  | 1966年12月4日  | ペンサコーラ・レディース・インビテーショナル             | −7 (72-74-72=218)     | プレーオフ   | キャシー・ウィットワース                                                                |
| 12  | 1966年8月27日  | アマリロ・レディース・オープン                           | −1 (71-74-67=212)     | 2打差        | キャシー・ウィットワース                                                                |
| 13  | 1967年9月24日  | ミッキー・ライト・インビテーショナル                     | −1 (72-70-70=212)     | プレーオフ   | キャシー・ウィットワース                                                                |
| 14  | 1968年9月8日   | パシフィック・レディース・クラシック                     | −3 (71-68-74=213)     | 3打差        | キャシー・コーネリアス サンドラ・パーマー                                               |
| 15  | 1969年5月4日   | シュリーブポート・キワニスクラブ・インビテーショナル     | −2 (70-73-71=214)     | 2打差        | サンドラ・パーマー ミッキー・ライト                                                     |
| 16  | 1969年5月18日  | セントルイス女子インビテーショナル                       | −5 (67-69-72=208)     | プレーオフ   | キャシー・ウィットワース ペギー・ウィルソン                                             |
| 17  | 1969年7月13日  | レディース・スーパーテスト・オープン                     | −3 (70-76-70=216)     | 5打差        | マリリン・スミス キャシー・ウィットワース                                               |
| 18  | 1970年4月19日  | ローリー・レディース・インビテーショナル                 | −4 (69-71-72=212)     | 3打差        | キャロル・マン ジョー・アン・プレンティス マリリン・スミス                              |
| 19  | 1970年5月4日   | シュリーブポート・キワニス・インビテーショナル           | −2 (73-69-72=214)     | 1打差        | ベッツィー・ロールズ ミッキー・ライト                                                   |
| 20  | 1971年4月25日  | バーディンズ・インビテーショナル                         | −3 (74-71-74=219)     | 3打差        | シンシア・サリヴァン                                                                    |
| 21  | 1971年5月2日   | ダラス・シヴィタン・オープン                             | −12 (68-65-68=201)    | 4打差        | ジェーン・ブラロック                                                                    |
| 22  | 1971年5月9日   | サンアントニオ・アラモ・オープン                         | −13 (69-66-71=206)    | 6打差        | キャシー・ウィットワース                                                                |
| 23  | 1971年8月15日  | レン・イムケ・ビュイック・オープン                       | −10 (70-69-67=206)    | 1打差        | マリーン・ヘギー                                                                        |
| 24  | 1972年8月27日  | ナショナル・ジューイッシュ・ホスピタル・オープン         | −6 (69-70-68=207)     | 2打差        | ジェーン・ブラロック                                                                    |
| 25  | 1972年9月17日  | クオリティ・ファースト・クラシック                       | −10 (69-69-68=206)    | 4打差        | マリーン・ヘギー                                                                        |
| 26  | 1972年9月24日  | リンカーン＝マーキュリー・オープン                       | −4 (73-71-71=215)     | 1打差        | シャロン・ミラー                                                                        |
| 27  | 1973年3月18日  | オレンジブロッサム・クラシック                           | E (72-75-69=216)      | 1打差        | マリーン・ヘギー                                                                        |
| 28  | 1973年9月2日   | チャリティ・ゴルフ・クラシック                           | −8 (71-68-69=208)     | 5打差        | ミュール・ブレア キャロル・ジョー・カブラー ジュディ・ランキン キャシー・ウィットワース |
| 29  | 1973年10月7日  | リンカーン＝マーキュリー・オープン                       | −7 (67-72-73-212)     | 3打差        | ドナ・カポニ ジョアン・カーナー                                                         |
| 30  | 1974年6月16日  | ローソンLPGAオープン                                     | −1 (72-74-69=215)     | プレーオフ   | グロリア・エーレット                                                                    |
| 31  | 1974年6月23日  | 全米女子プロゴルフ選手権                                 | −4 (69-73-73-73=288)  | 2打差        | ジョアン・カーナー                                                                      |
| 32  | 1974年7月21日  | 全米女子オープン                                         | +7 (73-73-74-75=295)  | 1打差        | キャロル・マン ベス・ストーン                                                           |
| 33  | 1974年8月4日   | ジョージ・ワシントン・クラシック                         | −6 (71-69-73=213)     | 5打差        | キャシー・アハーン ジョアン・カーナー キャシー・ウィットワース                          |
| 34  | 1974年8月25日  | ナショナル・ジューイッシュ・ホスピタル・オープン         | −6 (71-71-71=213)     | 1打差        | ジョアン・カーナー ジョイス・カズミエルスキー                                           |
| 35  | 1974年9月15日  | チャリティ・ゴルフ・クラシック                           | −5 (70-72-66=208)     | 3打差        | ジェーン・ブラロック                                                                    |
| 36  | 1975年2月9日   | ネイプルズ・ルリー・クラシック                           | −5 (71-72-68=211)     | 1打差        | ドナ・カポニ マリリン・スミス                                                           |
| 37  | 1975年4月27日  | チャリティ・ゴルフ・クラシック                           | −1 (69-73-70=212)     | プレーオフ   | エイミー・オルコット ジュディ・ランキン                                                 |
| 38  | 1975年11月16日 | ジャクソンビル・レディース・オープン                     | +7 (75-71-77=223)     | 1打差        | サンドラ・ポスト                                                                        |
| 39  | 1975年11月23日 | グレーターフォート・マイヤーズ・クラシック               | −6 (66-71-73=210)     | プレーオフ   | パット・ブラッドリー                                                                    |
| 40  | 1981年9月20日  | ヘンレドン・クラシック                                   | −7 (74-71-68-68=281)  | 1 stroke     | ジュディ・ディッキンソン                                                                |
| 41  | 1982年6月27日  | ロチェスター・インターナショナル                         | −12 (72-68-69-67=276) | 6打差        | ナンシー・ロペス ホリス・ステーシー                                                     |
| 42  | 1982年7月4日   | ピーター・ジャクソン・クラシック                         | −8 (71-71-70-68=280)  | 1打差        | ベス・ダニエル                                                                          |

LPGAツアー プレーオフの記録 (9勝7敗)
| No. | 年     | トーナメント                                     | 対戦相手                                        | 結果                                                             |
| --- | ------ | ------------------------------------------------ | ----------------------------------------------- | ---------------------------------------------------------------- |
| 1   | 1965年 | コスモポリタン・オープン                         | マリーン・ヘギー キャシー・ウィットワース       | 1ホール目バーディ―で勝利                                         |
| 2   | 1966年 | グラスシティ・クラシック                         | グロリア・エーレット                            | 3ホール目バーディ―で勝利                                         |
| 3   | 1966年 | アラモ・レディース・オープン                     | シャーリー・エングルホーン                      | 3ホール目バーディ―で勝利                                         |
| 4   | 1966年 | ペンサコーラ・レディース・インビテーショナル     | キャシー・ウィットワース                        | 1ホール目パーで勝利                                              |
| 5   | 1967年 | ルイーズ・サグス・インビテーショナル             | スージー・バーニング                            | 2ホール目相手のバーディーにより敗北                              |
| 6   | 1967年 | ミッキー・ライト・インビテーショナル             | キャシー・ウィットワース                        | 1ホール目バーディ―で勝利                                         |
| 7   | 1969年 | セントルイス女子インビテーショナル               | キャシー・ウィットワース ペギー・ウィルソン     | 3ホール目バーディ―で勝利 1ホール目でウィットワースが脱落         |
| 8   | 1970年 | バーディンズ・インビテーショナル                 | キャロル・マン                                  | 1ホール目相手のパーにより敗北                                    |
| 9   | 1970年 | レン・イムケ・ビュイック・オープン               | アリシア・ギブソン メアリー・ミルズ             | ミルズが2ホール目バーディ―で勝利 ヘイニーは1ホール目で脱落       |
| 10  | 1970年 | 女子ゴルフ・チャリティーズ・オープン             | ジュディ・ランキン マリリン・スミス             | スミスが1ホール目バーディ―で勝利                                 |
| 11  | 1973年 | ラ・カナディエンヌ                               | ジョスリン・ブーラッサ ジュディ・ランキン       | ブーラッサが3ホール目パーで勝利 ランキンは2ホール目で脱落        |
| 12  | 1974年 | コルゲート・ダイナ・ショア・ウィナーズ・サークル | ジェーン・ブラロック ジョー・アン・プレンティス | プレンティスが4ホール目バーディ―で勝利 ヘイニーは2ホール目で脱落 |
| 13  | 1974年 | ローソンLPGAオープン                             | グロリア・エーレット                            | 4ホール目バーディ―で勝利                                         |
| 14  | 1975年 | チャリティ・ゴルフ・クラシック                   | エイミー・オルコット ジュディ・ランキン         | 4ホール目バーディ―で勝利 ランキンは1ホール目で脱落               |
| 15  | 1975年 | グレーターフォート・マイヤーズ・クラシック       | パット・ブラッドリー                            | 2ホール目バーディ―で勝利                                         |
| 16  | 1982年 | ヘンレドン・クラシック                           | ジョアン・カーナー                              | 5ホール目相手のパーにより敗北                                    |

### JLPGAツアー (1勝)
- 1975年 サンスターレディス対抗[6]

### その他の勝利 (1勝)
- 1982年 ポートランド・ピン・チーム選手権（英語版） (キャシー・マクマレンと)

## メジャー選手権

### 勝利 (4勝)
| 年     | 選手権                           | スコア               | ストローク差 | 2位の選手                       |
| ------ | -------------------------------- | -------------------- | ------------ | ------------------------------- |
| 1965年 | 全米女子プロゴルフ選手権         | −5 (70-68-69-72=279) | 1打差        | クリフォード・アン・クリード    |
| 1974年 | 全米女子プロゴルフ選手権         | −4 (69-73-73-73=288) | 2打差        | ジョアン・カーナー              |
| 1974年 | 全米女子オープン                 | +7 (73-73-74-75=295) | 1打差        | キャロル・マン、 ベス・ストーン |
| 1982年 | ピーター・ジャクソン・クラシック | −8 (71-71-70-68=280) | 1打差        | ベス・ダニエル                  |

## チーム戦出場
プロ
- ハンダカップ（アメリカ選抜選手チーム）: 2006年（勝利）、2007年（勝利）、2008年（勝利）、2009年（勝利）